# Rozmowy z prałatem Escriva
Rozmowy z prałatem Escriva to zbiór wywiadów, jakich udzielił św. Josemaria w latach 1966-68. Po raz pierwszy zostały wydane w 1968 r. Zawierają informacje na temat celów i sposobów działania Opus Dei, jak i sytuacji i roli świeckich w Kościele.
Jej łączny światowy nakład w różnych językach, to 350 tys. egzemplarzy (2005). Po polsku ukazało się ponad 10 tys. egzemplarzy.